# Illencz Lipót
Illencz Lipót, Leopold Illenz (Újarad, 1882 – Arad, 1950) festő és grafikus.

## Életrajza
Münchenben tanult mint Arad város ösztöndíjasa, Hollósy Simon festőiskolájában, majd Anton Ažbe és Heinrich Heidner voltak a mesterei. Aradon telepedett le, itt dolgozott mint portréfestő és illusztrátor. Első kiállítását 1902-ben rendezte a budapesti Nemzeti Szalonban.